# Dassault Aviation
Dassault Aviation («Дассо́ Авиасьо́н») — французская аэрокосмическая компания, основанная в 1929 году Марселем Дассо. В компании работает около 12 тыс. человек, из них 10 тыс. во Франции. Является основным акционером в производителе военной электроники Thales.
В списке крупнейших публичных компаний мира Forbes Global 2000 за 2022 год Dassault Aviation заняла 1279-е место. По объёму продаж продукции военного назначения (на которую приходится 72 % выручки) компания в 2021 году занимала 20-е место в мире.
Ключевые сферы деятельности:
- авиастроение — с 1945 года компанией было выпущено более 10 тыс. самолётов, в том числе военных (Dassault Mirage 2000, Dassault Rafale, Dassault nEUROn), а также бизнес-джетов под брендом Falcon;
- техническое обслуживание воздушных судов;
- авиационные тренажёры, авионика (Sogitec).

## История
Основателем компании является Марсель Фердинанд Блох (Marcel-Ferdinand Bloch, род. 22 января 1892 года). В годы Первой мировой войны он разработал пропеллер с изменяемым шагом винта, которые широко применялись французской военной авиацией. Блох вновь занялся авиастроением в начале 1930-х годов, создав свою компанию, которая, в частности выпускала истребитель Bloch 150. В 1944 году Блох был арестован и провёл несколько месяцев в концлагере Бухенвальд.
После окончания Второй мировой войны Блох сменил фамилию на Дассо и основал новую компанию Avions Marcel Dassault («Самолёты Марселя Дассо»). В 1951 году компания начала производство реактивного истребителя Ouragan («Ураган»); за три года был выпущен 441 такой самолёт, в 1954 году ему на смену начался выпуск сверхзвукового Mystère. В этот период компания Дассо оставалась небольшой, её штат состоял в основном из инженеров, проектировавших самолёты, их производством занималось государственное предприятие Sud Aviation. В 1963 году была создана дочерняя компания l'Electronique Marcel Dassault по производству авионики. В том же году начался выпуск бизнес-джетов под брендом Falcon, в 1972 году для их продажи и обслуживания в США была создана Falcon-jet Corporation. В 1967 году была куплена французская авиастроительная компания Breguet Aviation (основана в 1911 году); в результате этого производственные мощности Avions Marcel Dassault расширились до 20 заводов, на компанию приходилось 35 % аэрокосмической продукции Франции. В начале 1970-х годов компания начала производство пассажирского самолёта Mercure, сходного по характеристикам с Boeing 737, однако в 1976 году этот проект был закрыт, было выпущено всего 10 машин.
В 1970-х годах Марсель Дассо оставался основным акционером компании и считался самым богатым человеком Франции, и в то же время начиная с 1958 года неоднократно избирался в Национальное собрание от правых партий. К концу десятилетия политическая карьера начала создавать для компании проблемы — Марселя Дассо обвиняли в уклонении от уплаты налогов, использовании средств компании в личных целях (в частности на строительства дворца), продаже военных самолётов всем, кто готов был заплатить. С приходом в 1979 году к власти «левых» правительство купило 21-процентную долю в компании Dassault, а в 1981 году увеличило свою долю до 46 % акционерного капитала и 63 % голосов. Однако в финансовом отношении компании оставалась стабильной, были разработаны новые модели истребителей Mirage 2000 (1978 год) и Rafale (1986 год), а в 1985 году она получила заказ на разработку космического корабля Hermes по образцу американских «Шаттлов». Марсель Дассо умер 18 апреля 1986 года, во главе компании его сменил сын Серж Дассо. В 1990 году компания сменила название на Dassault Aviation.
В 1998 году государственный пакет акций в компании был передан Aerospatiale (впоследствии ставшей Airbus Group). В 1999 году, впервые в истории компании, доля гражданской продукции в обороте компании превысила долю военной (68 % против 32 %)
В октябре 2000 года была куплена американская компания Atlantic Aviation, базирующаяся в Уилмингтоне, штат Делавэр.
В ноябре 2014 года Airbus Group продала 8 % акций Dassault Aviation, а в марте 2015 года — ещё 17,5 %.

## Собственники и руководство
Основными акционерами являются Groupe industriel Marcel Dassault (62.2 %) и Airbus Group (9,9 %).
Руководители компании (президенты — генеральные директора):
- Марсель Дассо — 1929—1950
- Огюст Ле Реверан — 1950—1955
- Бенно-Клод Валльэр — 1955—1986
- Серж Дассо — 1986—2000
- Шарль Эдельштэн — 2000—2013
- Эрик Траппье[англ.] (род. 6 января 1960 года) — председатель совета директоров и главный исполнительный директор с 9 января 2013 года, в компании с 1984 года.

## Деятельность
Выручка компании за 2021 год составила 7,2 млрд евро, из них 2,0 млрд пришлось на бизнес-джеты, 4,5 млрд — на экспорт военных самолётов, 0,7 млрд — на военные самолёты для вооружённых сил Франции. Производственные мощности насчитывают 18 предприятий, из них 13 во Франции.

### Авиастроение
Dassault Aviation занимала в 2012 году третье место в мире по производству частных самолётов (после Bombardier и Gulfstream Aerospace). В 2013 году было выпущено 77 новых самолётов (в 2012 году — 66).
| Компания-изготовитель | Количество, ед. | Модели                                            | Выручка, доллары США |
| --------------------- | --------------- | ------------------------------------------------- | -------------------- |
| Bombardier            | 179             | Learjet, Challenger 300, Global 5000, Express XRS | 5 832 700 000        |
| Gulfstream Aerospace  | 94              | G150, G350, G450, G500, G550, G650                | 4 067 078 871        |
| Dassault Falcon Jet   | 66              | Falcon 2000, Falcon 900, Falcon 7X                | 2 938 800 000        |

Военные самолёты используются в более чем 20 странах мира, главным образом, они представлены следующими тремя моделями:
- Mirage 2000
- Rafale
- nEUROn (разведывательно-ударный БПЛА)

Также Dassault строит патрульные самолёты для ВМФ на базе бизнес-джетов Falcon.

## Структура компании
Основными дочерними и совместными предприятиями по состоянию на 2021 год были:
- Dassault Falcon Service (Франция)
- Dassault Falcon Jet Corp. (США)
- TAG Maintenance Services (Швейцария)
- ExecuJet MRO Services (Австралия, Бельгия, ОАЭ, Малайзия, ЮАР)
- Dassault Aviation Business Services (Швейцария)
- Sogitec Industries (Франция)
- SECBAT (Франция, 54 %)
- Dassault Reliance Aerospace Ltd. (Индия, 49 %)
- Thales (Франция, 25 %)

## Продукция

### Военные самолёты
Super Étendard (1974)

| Довоенные самолёты   | Послевоенные самолёты (в том числе разработанные Breguet) |
| -------------------- | --------------------------------------------------------- |
| Hélice Eclair (1916) | MD.315 Flamant (1947)                                     |
| SEA IV (1918)        | MD.450 Ouragan (1951)                                     |
| MB 80-81 (1932)      | MD.452 Mystère II (1951)                                  |
| MB 200 (1933)        | MD.453 Mystere IIIN (1952)                                |
| MB 210 (1934)        | MD.454 Mystère IV, 1952                                   |
| MB 120 (1933)        | MD.550 Mystère Delta (1955)                               |
| MB 130, 1935         | Super Mystère B1 (1955)                                   |
| MB 211 (1935)        | Super Mystère B2 (1956)                                   |
| MB 131 (1936)        | Mirage III (1956)                                         |
| MB 150—157 (1937)    | Étendard II (1956)                                        |
| MB 170 (1938)        | Étendard IV (1956)                                        |
| MB 500 (1938)        | MD.410 Spirale (1960)                                     |
| MB 174 (1939)        | Mirage IV (1960)                                          |
| MB 135 (1939)        | Balzac V (1962)                                           |
| MB 480 (1939)        | Mirage F1 (1966)                                          |
| MB 134 (1939)        | Mirage 5 (1967)                                           |
| MB 175 (1939)        | Mirage G (1967)                                           |
| MB 700 (1940)        | Mirage Milan (1968)                                       |
| MB 161 (1939)        | Mirage G-4/G-8 (1971)                                     |
| MB 162 (1940)        | Alpha Jet (1973)                                          |
| MB 800 (1941)        | Jaguar (1967)                                             |
|                      | HU-25 Guardian (1977)                                     |
|                      | Mirage 2000 (1978)                                        |
|                      | Mirage 4000 (1979)                                        |
|                      | Mirage 50 (1979)                                          |
|                      | Atlantic 2 (1981)                                         |
|                      | Falcon Guardian 2 (1981)                                  |
|                      | Rafale (1986)                                             |
|                      | nEUROn (2012)                                             |

### Гражданские самолёты
| Самолёты Марселя Блоха | Самолёты Дассо                   |
| ---------------------- | -------------------------------- |
| MB 60/61, 1930         | MD-80, 1950                      |
| MB.80 и MB.81, 1932    | Мистэр-Falcon 20, 1963           |
| MB 90/92, 1932         | MD 320, 1968                     |
| MB 120, 1932           | Falcon 10, 1970                  |
| MB 300, 1935           | Меркюр 100, 1971                 |
| MB 220, 1936           | Falcon 30, 1973                  |
| MB 161, 1937           | Falcon 50, 1976                  |
|                        | Falcon 900, 1984                 |
|                        | Falcon 2000, 1993                |
|                        | Falcon 900EX, 1995               |
|                        | Falcon 50EX, 1996                |
|                        | Falcon 2000EX, 2001              |
|                        | Falcon 7X, 2005                  |
|                        | Falcon 900DX, 2005               |
|                        | Falcon 2000DX, 2007              |
|                        | Falcon 2000LX, 2007              |
|                        | Falcon 900LX, 2009               |
|                        | Falcon 2000LXS, ожидается к 2014 |
|                        | Falcon 5X, ожидается к 2015      |
|                        | Falcon 8X, ожидается к 2016      |

- 1955 — Mirage III
- 1970 — Falcon 10
- 1978 — Меркюр
- 1983 — Mirage 2000 N
- 1986 — Rafale A
- 2002 — Falcon 900EX
- 2012 — Вега